# Јост Клајн
Јост Клајн (хол. Joost Klein; 10. новембар 1997, Леуварден), познатији под мононимом Јост холандски је музички извођач, репер и јутјубер. 
Године 2008. покренуо је Јутјуб канал под називом EenhoornJoost. Изгубио је оца, који је преминуо од рака када је имао 12 година, а мајку од срчаног застоја годину дана касније. После смрти родитеља, о њему су се бринули старији брат и сестра.
Године 2016. објавио је свој дебитантски ЕП Dakloos, након чега је почео да се фокусира на своју музичку каријеру. Клајн је написао кратку књигу поезије под називом Albino, која је објављена 14. новембра 2018. године. Клајн је рекао да је књигу написао захваљујући свом оцу, који је такође написао књигу и подстакао га на то.
Године 2023. Клајн је постигао свој први успех у Немачкој са синглом Friesenjung. Песма је достигла број један на немачкој листи топ 100 синглова. Исте године, Клајн је изразио интересовање да представља Холандију на Песми Евровизије 2024. у Малмеу. Јост је изабран интерно да представља Холандију са песмом Europapa. Клајн је 11. маја 2024. дисквалификован са такмичења уочи финала Песме Евровизије 2024.

## Дискографија

### Студијски албуми
| Назив                 | Година |         |       |
| --------------------- | ------ | ------- | ----- |
| Назив                 | Година | Dakloos | 2016. |
| Scandinavian Boy      | 2017.  |         |       |
| M van Marketing       | 2018.  |         |       |
| Albino                | 2019.  |         |       |
| 1983                  | 2019.  |         |       |
| Joost Klein 7         | 2020.  |         |       |
| Albino Sports, Vol. 1 | 2021.  |         |       |
| Fryslân               | 2022.  |         |       |